# ليزا ماكليستر
ليزا ماكليستر (بالإنجليزية: Lisa McAllister)‏ هي عارضة وممثلة بريطانية، ولدت في 21 نوفمبر 1980 باسكتلندا في المملكة المتحدة.

## وصلات خارجية
- ليزا ماكليستر على موقع IMDb (الإنجليزية)
- ليزا ماكليستر على موقع قاعدة بيانات الفيلم (الإنجليزية)